# 顧秉謙
顧秉謙（1550年—？），字六吉，號益庵，南直隸蘇州府崑山縣人，明朝政治人物，萬曆乙未進士。天啟時依附魏忠賢，任首輔。

## 生平
萬曆七年（1579年）己卯科應天鄉試第三十名舉人，二十三年（1595年）乙未科進士。刑部觀政，改翰林院庶吉士，二十五年八月授编修，二十七年养病，丁父憂。服闋，復除原职，三十四年十二月升中允兼编修，三十七年十二月升右谕德兼翰林院侍讲，晋右庶子兼翰林院侍读，四十一年十一月升少詹事兼翰林院侍读学士，四十二年八月升礼部右侍郎兼翰林院侍读学士，协理詹事府事，教习庶吉士，十二月八恳聖恩，给假看母，尋丁母陈氏憂。光宗继位，起復原官，与侍郎韩爌同管纂修玉牒事务，又以原官协理詹事府事，天啟元年（1621年）二月起升吏部左侍郎兼翰林院侍读学士，掌詹事府印纂修玉牒，十一月升禮部尚書兼翰林院学士，掌詹事府事。二年六月教习庶吉士，八月回部管事，三年（1623年）正月，與魏廣微同時入閣。七月加太子太保、文渊阁大学士
史稱為人“庸塵無恥”，“曲奉忠賢，若奴役然”，凡傾害忠直，皆顧秉謙票擬，六年（1626年）又編《三朝要典》二十四卷。六年九月乞休，加太师，遣行人护送，驰驿归里。七年（1627年）致仕回到崑山。
崇禎二年（1629年）七月二十四日，崑山百姓積怨顧秉謙益深，衝入其豪宅，洗劫資財，縱火焚燒，顧秉謙倉皇逃入漁船倖免，為朝廷獻銀四萬，寄居他縣而死。

## 軼事
顧秉謙對魏忠賢極盡諂媚，命二子顧台碩、顧台砥自認魏忠賢孫輩。其作壽忠賢文，自稱通家晚生，二子稱門孫以祝。

## 家族
曾祖顾澄。祖父顾怡。父顾永慶，廪生、授儒官。母陈氏。具庆下。

## 延伸阅读
[在维基数据编辑]
 《明史卷三百〇六》，出自《明史》

| 官衔          | 官衔                        | 官衔          |
| ------------- | --------------------------- | ------------- |
| 前任： 朱國禎 | 明朝内阁首輔 1624年－1626年 | 繼任： 黃立極 |